# Aleksandr Vasjoenov
Aleksander Sergejevitsj Vasjoenov (Russisch: Алекса́ндр Серге́евич Васюно́в) (Jaroslavl, 22 april 1988 – aldaar, 7 september 2011) was een Russisch ijshockeyer. Hij begon zijn professionele carrière in 2005 bij Lokomotiv Jaroslavl, maar maakte in 2008 de overstap naar de Amerikaanse competitie. Voor hij in 2011 terugkeerde naar Jaroslavl voor het nieuwe seizoen speelde hij nog een half seizoen bij de New Jersey Devils.
Op 7 september 2011 was Vasjoenov een van de inzittenden van Jak-Service-vlucht 9633, een chartervlucht die neerstortte tijdens het opstijgen.